# Sztrij (folyó)
A Sztrij (ukránul: Стрий) folyó Ukrajnában, mely az Ukrán-Kárpátokhoz tartozó Külső-Beszkidekben ered, 232 kilométer hosszú, vízgyűjtő területe 3100 km² és a Dnyeszter folyóba torkollik. Medre a felső szakaszon 30–50 méter széles, az alsó folyásánál pedig 150 méter. Vízerőmű és víztározó is található rajta.